# Кулидж
Кулидж (на английски: Coolidge) е град в окръг Пинал, щата Аризона, САЩ. Кулидж е с население от 9570 жители (2007) и обща площ от 13 km². Намира се на 435 m надморска височина. ЗИП кодът му е 85128, а телефонният му код е 520.